# Laodamia
Laodamia är ett släkte av fjärilar som beskrevs av Émile Louis Ragonot 1888. Laodamia ingår i familjen mott.
Släktet innehåller bara arten Laodamia faecella.